# 19.ª etapa del Tour de Francia 2025
La 19.ª etapa del Tour de Francia 2025 tuvo lugar el 25 de julio de 2025 y consistió en una etapa de montaña con inicio en la localidad de Albertville y final en  La Plagne, sobre un recorrido de 93,1 km. El vencedor fue el neerlandés Thymen Arensman del equipo INEOS Grenadiers, esloveno Tadej Pogačar del equipo UAE Team Emirates XRG se mantuvo como líder de la prueba.

## Clasificación de la etapa
| Albertville - La Plagne | etapa de montaña | (93,1 km) |

- Las clasificaciones de la etapa finalizaron de la siguiente forma:[3]

| \| Clasificación de la etapa \| Clasificación de la etapa \| Clasificación de la etapa \| Clasificación de la etapa \| Clasificación de la etapa \| \| Ciclista \| Ciclista \| Equipo \| Tiempo \| \| \| ------------------------- \| -------------------------- \| -------------------------- \| ------------------------- \| ------------------------- \| \| 1.º \| Thymen Arensman \| Ineos Grenadiers \| 2 h 46 min 06 s \| \| \| 2.º \| Jonas Vingegaard \| Team Visma \\| Lease a Bike \| + 2 s \| \| \| 3.º \| Tadej Pogačar \| UAE Team Emirates XRG \| + 2 s \| \| \| 4.º \| Florian Lipowitz \| Red Bull-Bora-Hansgrohe \| + 6 s \| \| \| 5.º \| Oscar Onley \| Team Picnic-PostNL \| + 47 s \| \| \| 6.º \| Felix Gall \| Decathlon-AG2R La Mondiale \| + 1 min 34 s \| \| \| 7.º \| Tobias Halland Johannessen \| Uno-X Mobility \| + 1 min 41 s \| \| \| 8.º \| Ben Healy \| EF Education-EasyPost \| + 2 min 19 s \| \| \| 9.º \| Valentin Paret-Peintre \| Soudal Quick-Step \| + 2 min 19 s \| \| \| 10.º \| Simon Yates \| Team Visma \\| Lease a Bike \| + 2 min 19 s \| \| |                            |                            |                 |
| |                            |                            |                 |
| Fuentes: ProCyclingStats Cycling Quotient |                            |                            |                 |
| Clasificación de la etapa |                            |                            |                 |
| Ciclista | Ciclista                   | Equipo                     | Tiempo          |
| 1.º | Thymen Arensman            | Ineos Grenadiers           | 2 h 46 min 06 s |
| 2.º | Jonas Vingegaard           | Team Visma \| Lease a Bike | + 2 s           |
| 3.º | Tadej Pogačar              | UAE Team Emirates XRG      | + 2 s           |
| 4.º | Florian Lipowitz           | Red Bull-Bora-Hansgrohe    | + 6 s           |
| 5.º | Oscar Onley                | Team Picnic-PostNL         | + 47 s          |
| 6.º | Felix Gall                 | Decathlon-AG2R La Mondiale | + 1 min 34 s    |
| 7.º | Tobias Halland Johannessen | Uno-X Mobility             | + 1 min 41 s    |
| 8.º | Ben Healy                  | EF Education-EasyPost      | + 2 min 19 s    |
| 9.º | Valentin Paret-Peintre     | Soudal Quick-Step          | + 2 min 19 s    |
| 10.º | Simon Yates                | Team Visma \| Lease a Bike | + 2 min 19 s    |

## Clasificaciones al final de la etapa

### Clasificación general(Maillot Jaune)[4]
| \| Clasificación general \| Clasificación general \| Clasificación general \| Clasificación general \| Clasificación general \| \| Ciclista \| Ciclista \| Equipo \| Tiempo \| \| \| --------------------- \| -------------------------- \| -------------------------- \| --------------------- \| --------------------- \| \| 1.º \| Tadej Pogačar \| UAE Team Emirates XRG \| 69 h 41 min 46 s \| \| \| 2.º \| Jonas Vingegaard \| Team Visma \\| Lease a Bike \| + 4 min 24 s \| \| \| 3.º \| Florian Lipowitz \| Red Bull-Bora-Hansgrohe \| + 11 min 09 s \| \| \| 4.º \| Oscar Onley \| Team Picnic-PostNL \| + 12 min 12 s \| \| \| 5.º \| Felix Gall \| Decathlon-AG2R La Mondiale \| + 17 min 19 s \| \| \| 6.º \| Tobias Halland Johannessen \| Uno-X Mobility \| + 20 min 14 s \| \| \| 7.º \| Kévin Vauquelin \| Arkéa-B&B Hotels \| + 22 min 35 s \| \| \| 8.º \| Primož Roglič \| Red Bull-Bora-Hansgrohe \| + 25 min 30 s \| \| \| 9.º \| Ben Healy \| EF Education-EasyPost \| + 28 min 02 s \| \| \| 10.º \| Ben O'Connor \| Team Jayco AlUla \| + 34 min 34 s \| \| |                            |                            |                  |
| |                            |                            |                  |
| Fuentes: ProCyclingStats Cycling Quotient |                            |                            |                  |
| Clasificación general |                            |                            |                  |
| Ciclista | Ciclista                   | Equipo                     | Tiempo           |
| 1.º | Tadej Pogačar              | UAE Team Emirates XRG      | 69 h 41 min 46 s |
| 2.º | Jonas Vingegaard           | Team Visma \| Lease a Bike | + 4 min 24 s     |
| 3.º | Florian Lipowitz           | Red Bull-Bora-Hansgrohe    | + 11 min 09 s    |
| 4.º | Oscar Onley                | Team Picnic-PostNL         | + 12 min 12 s    |
| 5.º | Felix Gall                 | Decathlon-AG2R La Mondiale | + 17 min 19 s    |
| 6.º | Tobias Halland Johannessen | Uno-X Mobility             | + 20 min 14 s    |
| 7.º | Kévin Vauquelin            | Arkéa-B&B Hotels           | + 22 min 35 s    |
| 8.º | Primož Roglič              | Red Bull-Bora-Hansgrohe    | + 25 min 30 s    |
| 9.º | Ben Healy                  | EF Education-EasyPost      | + 28 min 02 s    |
| 10.º | Ben O'Connor               | Team Jayco AlUla           | + 34 min 34 s    |

### Clasificación por puntos(Maillot Vert)[5]
| Clasificación por puntos | Clasificación por puntos | Clasificación por puntos   | Clasificación por puntos | Clasificación por puntos |
| Ciclista                 | Ciclista                 | Equipo                     | Puntos                   |                          |
| ------------------------ | ------------------------ | -------------------------- | ------------------------ | ------------------------ |
| 1.º                      | Jonathan Milan           | Lidl-Trek                  | 352 pts                  |                          |
| 2.º                      | Tadej Pogačar            | UAE Team Emirates XRG      | 272 pts                  |                          |
| 3.º                      | Biniam Girmay            | Intermarché-Wanty          | 213 pts                  |                          |
| 4.º                      | Jonas Vingegaard         | Team Visma \| Lease a Bike | 182 pts                  |                          |
| 5.º                      | Anthony Turgis           | Team TotalEnergies         | 169 pts                  |                          |
| 6.º                      | Tim Merlier              | Soudal Quick-Step          | 156 pts                  |                          |
| 7.º                      | Jonas Abrahamsen         | Uno-X Mobility             | 154 pts                  |                          |
| 8.º                      | Quinn Simmons            | Lidl-Trek                  | 123 pts                  |                          |
| 9.º                      | Oscar Onley              | Team Picnic-PostNL         | 115 pts                  |                          |
| 10.º                     | Arnaud De Lie            | Lotto                      | 110 pts                  |                          |

### Clasificación de la montaña(Maillot à Pois Rouges)[6]
| Clasificación de la montaña | Clasificación de la montaña | Clasificación de la montaña | Clasificación de la montaña | Clasificación de la montaña |
| Ciclista                    | Ciclista                    | Equipo                      | Puntos                      |                             |
| --------------------------- | --------------------------- | --------------------------- | --------------------------- | --------------------------- |
| 1.º                         | Tadej Pogačar               | UAE Team Emirates XRG       | 117 pts                     |                             |
| 2.º                         | Jonas Vingegaard            | Team Visma \| Lease a Bike  | 104 pts                     |                             |
| 3.º                         | Lenny Martinez              | Bahrain Victorious          | 97 pts                      |                             |
| 4.º                         | Thymen Arensman             | Ineos Grenadiers            | 85 pts                      |                             |
| 5.º                         | Valentin Paret-Peintre      | Soudal Quick-Step           | 51 pts                      |                             |
| 6.º                         | Ben O'Connor                | Team Jayco AlUla            | 51 pts                      |                             |
| 7.º                         | Felix Gall                  | Decathlon-AG2R La Mondiale  | 46 pts                      |                             |
| 8.º                         | Primož Roglič               | Red Bull-Bora-Hansgrohe     | 43 pts                      |                             |
| 9.º                         | Oscar Onley                 | Team Picnic-PostNL          | 42 pts                      |                             |
| 10.º                        | Michael Woods               | Israel-Premier Tech         | 38 pts                      |                             |

### Clasificación del mejor joven(Maillot Blanc)[7]
| Clasificación del mejor joven | Clasificación del mejor joven | Clasificación del mejor joven | Clasificación del mejor joven | Clasificación del mejor joven |
| Ciclista                      | Ciclista                      | Equipo                        | Tiempo                        |                               |
| ----------------------------- | ----------------------------- | ----------------------------- | ----------------------------- | ----------------------------- |
| 1.º                           | Florian Lipowitz              | Red Bull-Bora-Hansgrohe       | 69 h 52 min 55 s              |                               |
| 2.º                           | Oscar Onley                   | Team Picnic-PostNL            | + 1 min 03 s                  |                               |
| 3.º                           | Kévin Vauquelin               | Arkéa-B&B Hotels              | + 11 min 26 s                 |                               |
| 4.º                           | Ben Healy                     | EF Education-EasyPost         | + 16 min 53 s                 |                               |
| 5.º                           | Raúl García Pierna            | Arkéa-B&B Hotels              | + 2 h 04 min 49 s             |                               |
| 6.º                           | Ilan Van Wilder               | Soudal Quick-Step             | + 2 h 12 min 05 s             |                               |
| 7.º                           | Romain Grégoire               | Groupama-FDJ                  | + 2 h 20 min 49 s             |                               |
| 8.º                           | Valentin Paret-Peintre        | Soudal Quick-Step             | + 2 h 35 min 56 s             |                               |
| 9.º                           | Alex Baudin                   | EF Education-EasyPost         | + 2 h 38 min 53 s             |                               |
| 10.º                          | Frank van den Broek           | Team Picnic-PostNL            | + 2 h 40 min 51 s             |                               |

### Clasificación por equipos(Classement par Équipe)[8]
| Clasificación por equipos | Clasificación por equipos       | Clasificación por equipos | Clasificación por equipos |
| Equipo                    | Equipo                          | Tiempo                    |                           |
| ------------------------- | ------------------------------- | ------------------------- | ------------------------- |
| 1.º                       | Team Visma \| Lease a Bike      | 210 h 05 min 23 s         |                           |
| 2.º                       | UAE Team Emirates XRG           | + 24 min 26 s             |                           |
| 3.º                       | Red Bull-BORA-hansgrohe         | + 1 h 18 min 56 s         |                           |
| 4.º                       | Arkéa-B&B Hotels                | + 2 h 08 min 11 s         |                           |
| 5.º                       | Decathlon AG2R La Mondiale Team | + 2 h 08 min 15 s         |                           |
| 6.º                       | Movistar Team                   | + 3 h 02 min 12 s         |                           |
| 7.º                       | Ineos Grenadiers                | + 3 h 16 min 52 s         |                           |
| 8.º                       | XDS Astana Team                 | + 3 h 23 min 59 s         |                           |
| 9.º                       | Team Picnic-PostNL              | + 3 h 26 min 16 s         |                           |
| 10.º                      | EF Education-EasyPost           | + 3 h 43 min 35 s         |                           |

## Abandonos
Ninguno.